# مستشفى التوليد وأمراض النساء بدمشق
```
مستشفى تخصصي للتوليد وأمراض النساء، تم بدء العمل بالمستشفى في العام/1983/وصدر مرسوم إحداث المستشفى كهيئة عامة مستقلة بالمرسوم التشريعي رقم/18/تاريخ/ 5/ 8 /2000 م. وتعد من أهم المشافي التعليمية في سورية، وأكبر مركز تخصصي بأمراض التوليد والنسائية وجراحتها في سورية.
```

## أقسام المشفى
- شعبة الحوامل والحمول عالية الخطورة
- شعبة الجراحة النسائية العامة
- شعبة الأورام
- شعبة العقم وطفل الأنبوب
- شعبة الإسعاف
- شعبة التخدير
- شعبة الأطفال
- شعبة الأشعة

## التجهيزات الطبية
يحتوي المشفى على أجهزة تصوير طبقي محوري حلزوني حديث ومتطور، جهاز تصوير الثدي، جهاز ايكو رباعي البعد، أجهزة تنفس آلية للكبار والصغار، مخبر الاخصاب الذي زود بأحدث التجهيزات منها الحواضن وجهاز اللقاح وجهاز تجميد الأجنة.

## الخدمات المقدمة في المشفى
- - التوليد الطبيعي والمساعد
- - العمليات الجراحية النسائية (الكبرى والصغرى)
- - العمليات النسائية التنظيرية (بطن- باطن رحم - حالب ومثانة).
- - معالجة الأمراض النسائية المختلفة
- - معالجة ومتابعة الأورام النسائية
- - معالجة العقم والإخصاب المساعد (طفل أنبوب)
- - معالجة الأطفال حديثي الولادة والخدج
- - خدمات رعاية ومتابعة الحوامل
- - علاج ومتابعة مرضى العيادات الخارجية التخصصية: عيادة النسائية، عيادة الحوامل، عيادة البولية النسائية، عيادة تنظيم الأسرة، عيادة الإسعاف
- - التصوير الشعاعي: البسيط والطبقي المحوري والماموغرافي وقياس الكثافة العظمية.
- - الدراسة الصدرية بأنواعها المختلفة (عادي - مع دوبلر ملون – ثلاثي البعد - رباعي البعد) [1]